# Mx (título)
Mx ( /mɪks,_məks/) es un título honorífico neologístico del idioma inglés que no indica género. Creado como una alternativa a los títulos honoríficos de género (como Mr. y Ms.) a finales de la década de 1970, es el título neutral en cuanto al género más común entre las personas no binarias y las personas que no desean implicar un género en sus títulos.

## Etimología
La palabra fue propuesta por primera vez a finales de la década de 1970. La x está destinada a funcionar como un carácter comodín y no implica necesariamente un género "mixto".

## Uso
En 2013, el Ayuntamiento de Brighton y Hove en Sussex, Inglaterra, votó para permitir el uso de Mx en los formularios del consejo, y en 2014 el Royal Bank of Scotland incluyó el título como una opción para los clientes. En 2015, el reconocimiento se extendió más ampliamente entre las instituciones del Reino Unido, incluido Royal Mail, las agencias gubernamentales responsables de documentos como las licencias de conducir, la mayoría de los bancos importantes, varias otras empresas y la organización benéfica británica Battersea Dogs &amp; Cats Home.
El título ahora es aceptado por el Departamento de Trabajo y Pensiones, HM Revenue and Customs, el Servicio Nacional de Salud y muchos ayuntamientos, universidades, compañías de seguros y minoristas de servicios públicos en el Reino Unido.[cita requerida] La Cámara de los Comunes del Reino Unido confirmó en 2015 que aceptaría 00el uso de Mx por parte de los parlamentarios.
En 2015, Mx fue incluido en un artículo del The New York Times sobre Bluestockings. Su uso casual en el periódico fue retomado por sitios de noticias y blogs populares. El editor de estándares de The Times, Phil Corbett, respondió más tarde al uso del título. Más tarde, ese mismo año, Mx fue incluido en el Oxford English Dictionary. En 2016, Metro Bank se convirtió en el primer banco del Reino Unido en ofrecer Mx en sus formularios (aunque otros bancos habían modificado sus registros a Mx a pedido antes de esto). En 2017, los bancos del Grupo HSBC anunciaron la incorporación de Mx junto con varios otros títulos neutrales en cuanto al género como opciones para sus clientes. El anuncio del 30 de marzo de HSBC coincidió con el Día Internacional de la Visibilidad Transgénero, que se celebra al día siguiente.
En diciembre de 2020, el Tribunal Provincial de Columbia Británica, Canadá, emitió una guía para abogados y litigantes sobre las presentaciones ante el tribunal, solicitando que los participantes del tribunal, al presentarse, indiquen los pronombres y el título de cortesía que se deben usar para ellos. “Mx.” fue uno de los títulos que se invitó a utilizar a los participantes.
En marzo de 2021, Oscar Davies, una persona abogada de género no binario del Reino Unido, se convirtió en la primera persona en utilizar Mx (en lugar de Mr/Ms) en la junta directiva de su despacho.
Aunque Mx sigue siendo poco común en los Estados Unidos, en abril de 2016 se agregó al Merriam-Webster Unabridged Dictionary.
Las aerolíneas indias Vistara y AirAsia India, ambas compañías del Grupo Tata, agregaron Mx como una tercera opción para los pasajeros que reserven vuelos a partir de junio de 2022.

## Pronunciación
Un estudio informal de 2023 encontró que el 68% de los 2.426 participantes en todo el mundo que usan el título lo pronuncian  /mɪks/, mientras que el 24% lo pronuncia  /məks/. Mixter a veces se considera una forma larga del título (como Mister es de Mr). 

## Lectura adicional
- Rivas, Lourdes et al. (2018). They Call Me Mix / Me Llaman Maestre. Oakland: Lourdes Rivas. ISBN 978-0692148839.

- Datos: Q17131077
- Multimedia: Mx (text) / Q17131077